# Carla Suárez Navarro
Carla Suárez Navarro (Las Palmas de Gran Canaria, 1988. szeptember 3. –) spanyol teniszezőnő. 2003-ban kezdte profi pályafutását, eddigi karrierje során két egyéni és három páros WTA-tornát, valamint hat egyéni és négy páros ITF-tornát nyert meg.
Nevére akkor figyeltek fel, amikor a 2008-as Roland Garroson a selejtezőből indulva a negyeddöntőig jutott. Ezt az eredményét 2014-ben sikerült megismételnie. Negyeddöntős volt a 2009-es, a 2016-os, valamint a 2018-as Australian Openen és a 2013-as, valamint a 2018-as US Openen is. Wimbledonban a legjobb eredménye a 4. kör, amelyig 2013-ban és 2016-ban jutott. Párosban a legjobb eredménye a 2014-es Roland Garros elődöntője, valamint a 2013-as Australian Open negyeddöntője.
Legjobb egyéni világranglista-helyezése a hatodik volt, ezt 2016. február 29-én érte el, párosban a 11. helyezés 2015. február 27-én.
2019 decemberében bejelentette, hogy a 2020-as szezon végén befejezi a profi pályafutását.

## WTA-döntői (5–15)

### Egyéni
| Összesítés                 |                        |
| Grand Slam-torna (0)       |                        |
| Tier I (0)                 | Premier Mandatory* (0) |
| Tier II (0)                | Premier Five* (1)      |
| Tier III (0)               | Premier* (0)           |
| Tier IV (0)                | International* (1)     |
| Tier V (0)                 | International* (1)     |
| WTA Tour Championships (0) |                        |

* 2009-től megváltozott a tornák rendszere.
 Az egymás mellett azonos színnel jelölt tornatípusok között nincs teljes mértékű megfelelés.

#### Győzelmei (2)
| No. | Dátum             | Torna                  | Borítás | Ellenfél a döntőben  | Eredmény a döntőben |
| 1.  | 2014. május 3.    | Portugal Open, Estoril | Salak   | Szvetlana Kuznyecova | 6–4, 3–6, 6–4       |
| 2.  | 2016. február 27. | Qatar Total Open, Doha | Kemény  | Jeļena Ostapenko     | 1–6, 6–4, 6–4       |

#### Elvesztett döntői (9)
|    | Dátum               | Torna                                 | Borítás. | Eredmény a döntőben         | Ellenfél a döntőben |
| 1. | 2009. április 6.    | Andalucia Tennis Experience, Marbella | Salak    | Jelena Janković             | 3-6, 6-3, 3-6       |
| 2. | 2010. április 5.    | Andalucia Tennis Experience, Marbella | Salak    | Flavia Pennetta             | 2-6, 6-4, 3-6       |
| 3. | 2012. április 30.   | Estoril Open, Estoril                 | Salak    | Kaia Kanepi                 | 6-3, 6-7, 4-6       |
| 4. | 2013. március 2.    | Abierto Mexicano Telcel, Acapulco     | Salak    | Sara Errani                 | 0-6, 4-6            |
| 5. | 2013. május 4.      | Estoril Open, Estoril                 | Salak    | Anasztaszija Pavljucsenkova | 5-7, 2-6            |
| 6. | 2015. február 15.   | Proximus Diamond Games, Antwerpen     | Kemény   | Andrea Petković             | feladta             |
| 7. | 2015. április 4.    | Miami Open, Miami                     | Kemény   | Serena Williams             | 2-6, 0-6            |
| 8. | 2015. május 17.     | Rome Masters, Róma                    | Salak    | Marija Sarapova             | 6-4, 5-7, 1-6       |
| 9. | 2018. augusztus 25. | Connecticut Open, New Haven           | Kemény   | Arina Szabalenka            | 1-6, 4-6            |

### Páros
| Összesítés                 |                        |
| Grand Slam-torna (0)       |                        |
| Tier I (0)                 | Premier Mandatory* (0) |
| Tier II (0)                | Premier Five* (0)      |
| Tier III (0)               | Premier* (3)           |
| Tier IV (0)                | International* (0)     |
| Tier V (0)                 | International* (0)     |
| WTA Tour Championships (0) |                        |

* 2009-től megváltozott a tornák rendszere.
 Az egymás mellett azonos színnel jelölt tornatípusok között nincs teljes mértékű megfelelés.

#### Győzelmei (3)
| No. | Dátum                | Torna                                                | Borítás | Partner          | Ellenfél                         | Eredmény         |
| --- | -------------------- | ---------------------------------------------------- | ------- | ---------------- | -------------------------------- | ---------------- |
| 1.  | 2014. augusztus 3.   | Bank of the West Classic, Stanford, Egyesült Államok | Kemény  | Garbiñe Muguruza | Paula Kania Kateřina Siniaková   | 6–2, 4–6, [10–5] |
| 2.  | 2015. június 21.     | AEGON Classic, Birmingham, Nagy-Britannia            | Fű      | Garbiñe Muguruza | Andrea Hlaváčková Lucie Hradecká | 6-4, 6-4         |
| 3.  | 2015. szeptember 26. | Toray Pan Pacific Open, Tokió, Japán                 | Kemény  | Garbiñe Muguruza | Csan Jung-zsan Csan Hao-csing    | 7–5, 6–1         |

#### Elvesztett döntői (6)
| No. | Dátum                | Torna                                                      | Borítás | Partner          | Ellenfél                           | Eredmény            |
| --- | -------------------- | ---------------------------------------------------------- | ------- | ---------------- | ---------------------------------- | ------------------- |
| 1.  | 2014. május 10.      | Mutua Madrid Open, Madrid, Spanyolország                   | Salak   | Garbiñe Muguruza | Sara Errani Roberta Vinci          | 4–6, 3–6            |
| 2.  | 2014. szeptember 20. | Toray Pan Pacific Open, Tokió, Japán                       | Kemény  | Garbiñe Muguruza | Cara Black Szánija Mirza           | 2–6, 5–7            |
| 3.  | 21 February 2015     | Dubai Tennis Championships, Dubaj, Egyesült Arab Emírségek | Kemény  | Garbiñe Muguruza | Babos Tímea Kristina Mladenovic    | 3–6, 2–6            |
| 4.  | 2015. május 9.       | Mutua Madrid Open, Madrid, Spanyolország                   | Salak   | Garbiñe Muguruza | Casey Dellacqua Jaroszlava Svedova | 3–6, 7–6(4), [5–10] |
| 5.  | 2015. november 1.    | WTA Finals, Singapore, Szingapúr                           | Kemény  | Garbiñe Muguruza | Martina Hingis Szánija Mirza       | 0–6, 3–6            |
| 6.  | 2016. február 27.    | Qatar Total Open, Doha, Qatar                              | Kemény  | Sara Errani      | Csan Hao-csing Csan Jung-zsan      | 3–6, 3–6            |

## Eredményei Grand Slam-tornákon

### Egyéniben
| Grand Slam | Australian Open | Australian Open     | Roland Garros | Roland Garros       | Wimbledon     | Wimbledon       | US Open     | US Open          |
| Év         | Eredmény        | Utolsó ellenfél     | Eredmény      | Utolsó ellenfél     | Eredmény      | Utolsó ellenfél | Eredmény    | Utolsó ellenfél  |
| 2008       | -               | -                   | Negyeddöntő   | J. Janković         | 2. kör        | J. Janković     | 1. kör      | A. Klejbanova    |
| 2009       | Negyeddöntő     | J. Gyementyjeva     | 3. kör        | L. Hradecká         | 3. kör        | V. Williams     | 2. kör      | Sahar Peér       |
| 2010       | 3. kör          | S. Williams         | 1. kör        | V. Havarcova        | -             | -               | 1. kör      | Csang Kaj-csen   |
| 2011       | 2. kör          | Kim Clijsters       | -             | -                   | Selejtező (2) | Selejtező (2)   | 4. kör      | A. Petković      |
| 2012       | 2. kör          | Petra Kvitová       | 3. kör        | J. Svedova          | 1. kör        | S. Stosur       | 2. kör      | A. Radwańska     |
| 2013       | 3. kör          | Sz. Kuznyecova      | 4. kör        | S. Errani           | 4. kör        | P. Kvitová      | Negyeddöntő | S. Williams      |
| 2014       | 3. kör          | D. Cibulková        | Negyeddöntő   | E. Bouchard         | 2. kör        | Z. Díyas        | 3. kör      | K. Kanepi        |
| 2015       | 1. kör          | C. Witthöft         | 3. kör        | F. Pennetta         | 1. kör        | J. Ostapenko    | 1. kör      | D. Allertová     |
| 2016       | Negyeddöntő     | A. Radwańska        | 4. kör        | Julija Putyinceva   | 4. kör        | Venus Williams  | 4. kör      | Simona Halep     |
| 2017       | 2. kör          | Sorana Cîrstea      | 4. kör        | Simona Halep        | 2. kör        | Peng Suaj       | 4. kör      | Venus Williams   |
| 2018       | Negyeddöntő     | Caroline Wozniacki  | 2. kör        | María Szákari       | 3. kör        | Belinda Bencic  | Negyeddöntő | Madison Keys     |
| 2019       | 2. kör          | Dajana Jasztremszka | 3. kör        | Markéta Vondroušová | 4. kör        | Serena Williams | 1. kör      | Babos Tímea      |
| 2020       | 2. kör          | Iga Świątek         | –             | –                   | elmaradt      | elmaradt        | –           | –                |
| 2021       | –               | –                   | 1. kör        | Sloane Stephens     | 1. kör        | Ashleigh Barty  | 1. kör      | Danielle Collins |

### Páros
| Grand Slam | Australian Open              | Australian Open                     | Roland Garros             | Roland Garros                  | Wimbledon               | Wimbledon                            | US Open                 | US Open                                |
| Év         | Eredmény Partner             | Utolsó ellenfél                     | Eredmény Partner          | Utolsó ellenfél                | Eredmény Partner        | Utolsó ellenfél                      | Eredmény Partner        | Utolsó ellenfél                        |
| 2008       | −                            | −                                   | −                         | −                              | 1. kör A Parra Santonja | Jen Ce Cseng Csie                    | 1. kör A Parra Santonja | Tracy Lin Riza Zalameda                |
| 2009       | 1. kör Petra Cetkovská       | Casey Dellacqua Francesca Schiavone | 1. kör Petra Cetkovská    | Jelena Dokić A Klejbanova      | 2. kör Sara Errani      | Kristina Barrois Tathiana Garbin     | 2. kör Camille Pin      | N Llagostera Vives MJ Martínez Sánchez |
| 2010       | 1. kör Sara Errani           | Iveta Benešová B Záhlavová-Strýcová | −                         | −                              | −                       | −                                    | −                       | −                                      |
| 2011       | 1. kör L Domínguez Lino      | Eléni Danjilídu Kaia Kanepi         | −                         | −                              | −                       | −                                    | 1. kör L Pous Tió       | Anastasija Sevastova Csang Suaj        |
| 2012       | 2. kör S Soler Espinosa      | Gisela Dulko Flavia Pennetta        | 1. kör N Jakimava         | O Omonmurodova K Bondarenko    | 2. kör L Domínguez Lino | Natalie Grandin Vladimíra Uhlířová   | 2. kör S Soler Espinosa | N Llagostera Vives MJ Martínez Sánchez |
| 2013       | Negyeddöntő S Soler Espinosa | J Makarova J Vesznyina              | 1. kör S Soler Espinosa   | Csan Hao-csing Darija Jurak    | 3. kör S Soler Espinosa | Andrea Hlaváčková Lucie Hradecká     | 1. kör S Soler Espinosa | Serena Williams Venus Williams         |
| 2014       | −                            | −                                   | Elődöntő Garbiñe Muguruza | Hszie Su-vej Peng Suaj         | 3. kör Garbiñe Muguruza | Andrea Petković Magdaléna Rybáriková | 3. kör Garbiñe Muguruza | Serena Williams Venus Williams         |
| 2015       | 2. kör Garbiñe Muguruza      | K Jans-Ignacik Andreja Klepač       | 1. kör Garbiñe Muguruza   | S Soler Espinosa MT Torró Flor | 2. kör Garbiñe Muguruza | Cara Black Lisa Raymond              | 2. kör Garbiñe Muguruza | I-C Begu Raluca Olaru                  |
| 2016–2020  | −                            | −                                   | −                         | −                              | −                       | −                                    | −                       | −                                      |
| 2021       | −                            | −                                   | −                         | −                              | −                       | −                                    | 1. kör Sara Errani      | Cori Gauff Catherine McNally           |

## Pénzdíjai
| Év       | GS-győzelem | WTA-győzelem | Megnyert tornák | Pénzdíjazás (US $) | H.   |
| -------- | ----------- | ------------ | --------------- | ------------------ | ---- |
| 2003–09  | 0           | 0            | 6               | 827 505            | n/a  |
| 2010     | 0           | 0            | 0               | 195 486            | 94.  |
| 2011     | 0           | 0            | 0               | 234 460            | 83.  |
| 2012     | 0           | 0            | 0               | 433 000            | 48.  |
| 2013     | 0           | 0            | 0               | 1 144 000          | 21.  |
| 2014     | 0           | 1            | 1               | 1 418 777          | 20.  |
| 2015     | 0           | 0            | 0               | 2 001 705          | 11.  |
| 2016     | 0           | 1            | 1               | 1 986 117          | 14.  |
| 2017     | 0           | 0            | 0               | 877 091            | 41.  |
| 2018     | 0           | 0            | 0               | 1 645 782          | 24.  |
| 2019     | 0           | 0            | 0               | 816 963            | 48.  |
| 2020     | 0           | 0            | 0               | 118 310            | 167. |
| Karrier* | 0           | 2            | 8               | 11 699 196         | 43.  |

*2020. november 23-ai állapot.

## Év végi világranglista-helyezései
| Év     | 2004 | 2005 | 2006 | 2007 | 2008 | 2009 | 2010  | 2011  | 2012 | 2013 | 2014 | 2015 | 2016 | 2017 | 2018 | 2019  | 2020  |
| Egyéni | 613. | 358. | 289. | 169. | 50.  | 34.  | 57.   | 56.   | 34.  | 17.  | 18.  | 13.  | 12.  | 40.  | 23.  | 55.   | 83.   |
| Páros  | 547. | 536. | 358. | 149. | 567. | 118. | 1014. | 1123. | 132. | 58.  | 20.  | 13.  | 75.  | –    | –    | 1207. | 1271. |